# Vlag van Vestfold

Vlag van Vestfold

De vlag van Vestfold is op 30 januari 1970 officieel ingesteld als de provincievlag van de Noorse provincie Vestfold. De vlag toont een gele koningskroon in een rood veld. In de 9e eeuw was Vestfold een koninkrijk dat onder Harald Haarfagre de heerschappij over heel Noorwegen kreeg. Latere Noorse koningen beweerden dat zij zijn vaders waren.
De vlag toont hetzelfde beeld als het gemeentewapen.
Op 1 januari 2020 fuseerde de provincie Vestfold met Telemark tot de nieuwe provincie Vestfold og Telemark waardoor het gebruik hiervan als provincievlag is komen te vervallen. Per 1 januari 2024 is Vestfold na de opdeling van Vestfold og Telemark opnieuw een van de Noorse provincies waardoor de vlag is opnieuw in gebruik genomen.

## Verwante afbeeldingen

Wapen van Vestfold